# Messier 19
Messier 19 (auch als NGC 6273 bezeichnet) ist ein +7,47 mag heller Kugelsternhaufen mit einer Winkelausdehnung von 17,0 Bogenminuten im Sternbild Schlangenträger.